# Naming (parrainage)
Pour les articles homonymes, voir Naming.

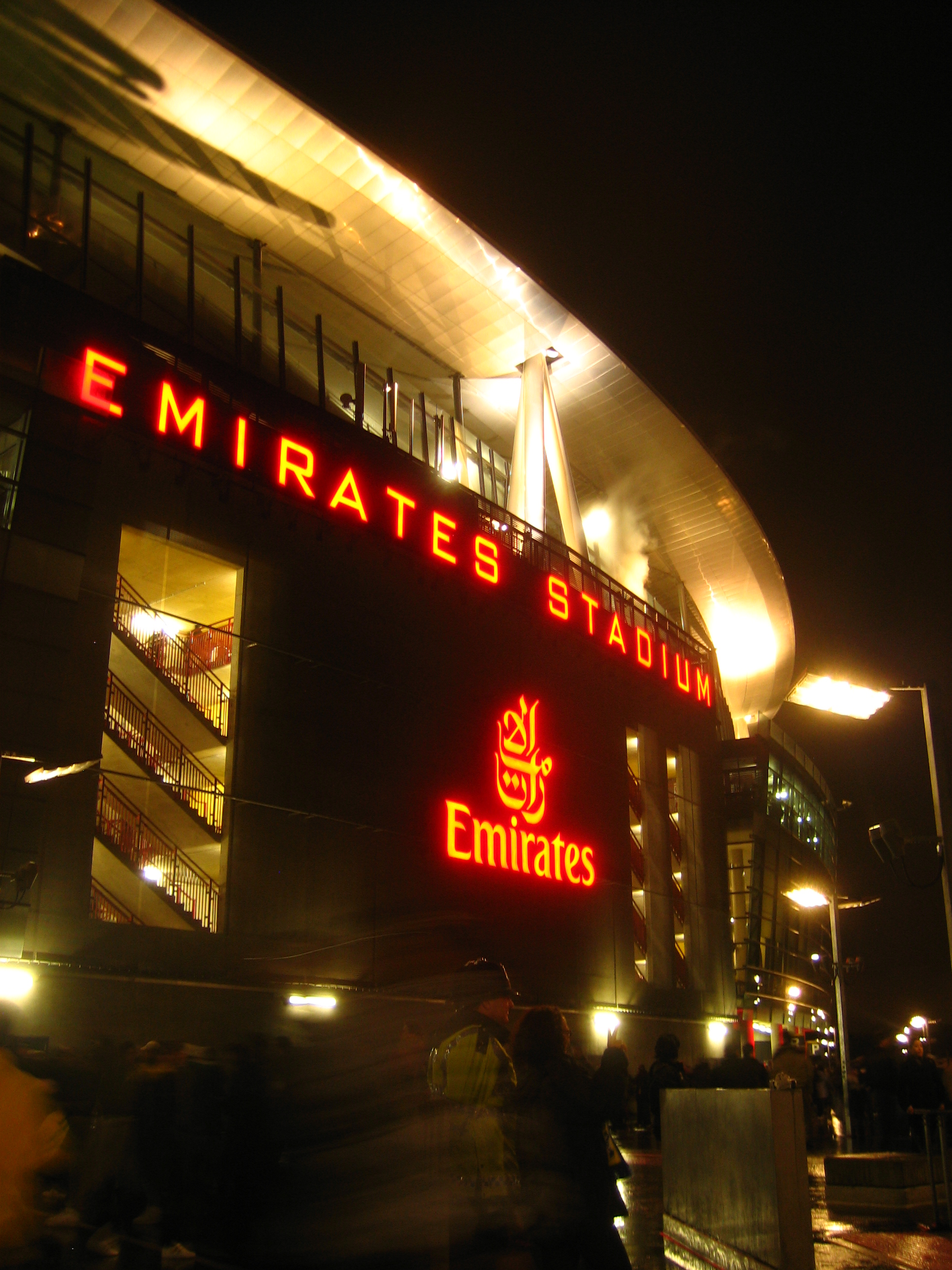
Exemple de nommage publicitaire d'une enceinte sportive : l'Emirates Stadium en Angleterre.

Le naming, ou nommage, est une pratique spécifique de parrainage qui consiste à attribuer le nom d'une marque ou d'une société marraine à une enceinte sportive (le plus souvent un stade), à une compétition, un classement, une équipe, un animal afin de profiter de sa visibilité. Les accords de dénomination publicitaire sont généralement des accords de longue durée, conclus pour une période comprise entre 15 et 30 ans. Cette pratique affecte la toponymie locale, si elle vise à remplacer un nom ancien par un nouveau nom pour raison commerciale et dans un but publicitaire. 

## Histoire
Selon le journaliste Clément Martel, « héritée des États-Unis, la pratique est aujourd'hui mondiale ».
Concernant les compétitions sportives, la pratique de l'appellation publicitaire est ancienne dans la presse : Cross du Figaro, course en Solitaire du Figaro.
Le sport cycliste est d'ailleurs un précurseur en Europe puisque la technique consistant à attribuer des noms de marques aux équipes, aux épreuves (par exemple le Critérium du Dauphiné libéré, le Grand Prix du Midi libre ou l'Amstel Gold Race) ou aux classements (par exemple le challenge Pernod) existe depuis les années 1960.
L'objectif du nommage est généralement d'augmenter la visibilité des marques et de leur donner une image positive. Pour les ligues sportives, la pratique participe au développement de nouvelles ressources.

## Exemples d'application

### Stades

#### Aux États-Unis
Un grand nombre de salles sportives portent des noms de sociétés aux États-Unis : l'American Airlines Arena à Miami, l'AT&T Center de San Antonio, le Toyota Center de Houston ou encore le Staples Center de Los Angeles.

#### En Europe

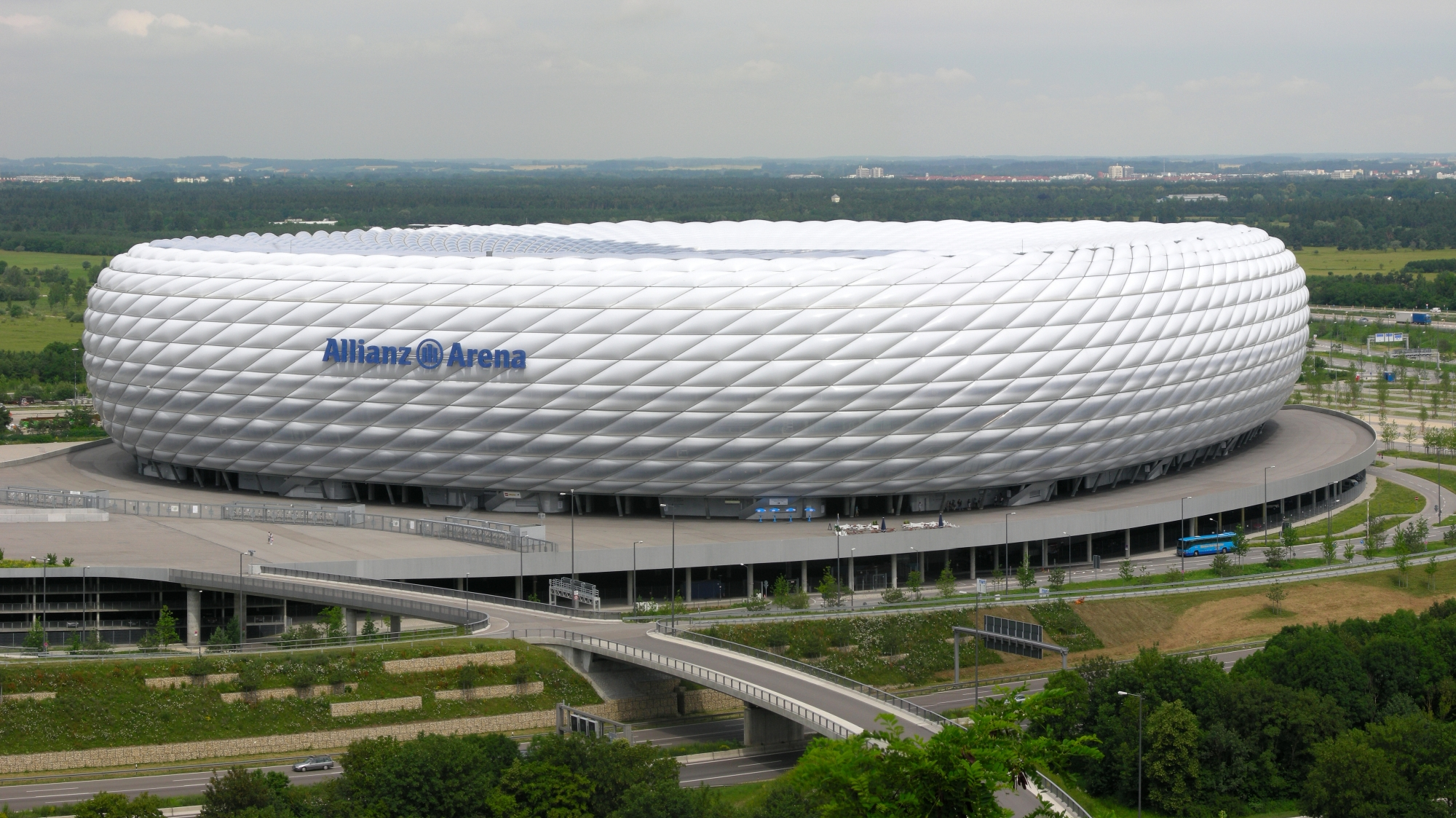
L’Allianz Arena à Munich.

Elle concerne une majorité des stades en Allemagne.

##### En France
Selon Ouest-France du 20 mai 2009, le groupe Arkéa-CMB aurait souhaité devenir partenaire du Stade rennais, club de football de Rennes, à condition que le stade porte le nom d'un de ses produits en devenant Fortunéo Stadium.
En France le premier partenariat de ce genre se concrétise avec le MMArena du Mans, inauguré en 2011.
Les nouveaux stades de Nice et de Bordeaux suivent cette voie et deviennent respectivement l'Allianz Riviera et le Stade Matmut-Atlantique. Le nouveau stade de Lyon se voit également attribuer un nom après l'Euro 2016 (Groupama Stadium), ainsi le Matmut Stadium est le premier stade de rugby à être parrainé.
L'Arena de Montpellier devient également en mai 2011 la Park&Suites Arena en référence à la chaîne hôtelière Park&Suites. Mais la marque décide de mettre fin au contrat de naming dès mars 2016.
Le nouveau nom du Palais des sports de Rouen est dévoilé le 16 novembre 2011 : il s'agit de la « Kindarena », nom dérivé de la marque Kinder, du groupe Ferrero, dans le cadre d'un contrat de nommage. Le siège français du groupe est en effet implanté dans l'agglomération rouennaise, à Mont-Saint-Aignan. Le groupe Ferrero verse 500 000 euros par an pendant 10 ans à la Communauté d'agglomération Rouen-Elbeuf-Austreberthe, la communauté d'agglomération rouennaise, pour honorer ce contrat.
La patinoire de Morzine est rebaptisée Škoda Arena en 2011, à la suite d'un accord entre la ville, le club de hockey sur glace résident et le constructeur automobile éponyme.
Le 14 octobre 2015, le Palais Omnisports de Paris-Bercy devient l'AccorHotels Arena après que le groupe Accor a sponsorisé les travaux de rénovation de celui-ci.
Liste d'autres infrastructures portant un naming :
- MMArena (2011-2012) au Mans ;
- Kindarena (depuis 2011) à Rouen ;
- Park&Suites Arena (2011-2016) - Sud de France Arena (depuis 2017) à Montpellier ;
- Škoda Arena (depuis 2011) à Morzine ;
- Matmut Stadium (2011-2017) à Vénissieux ;

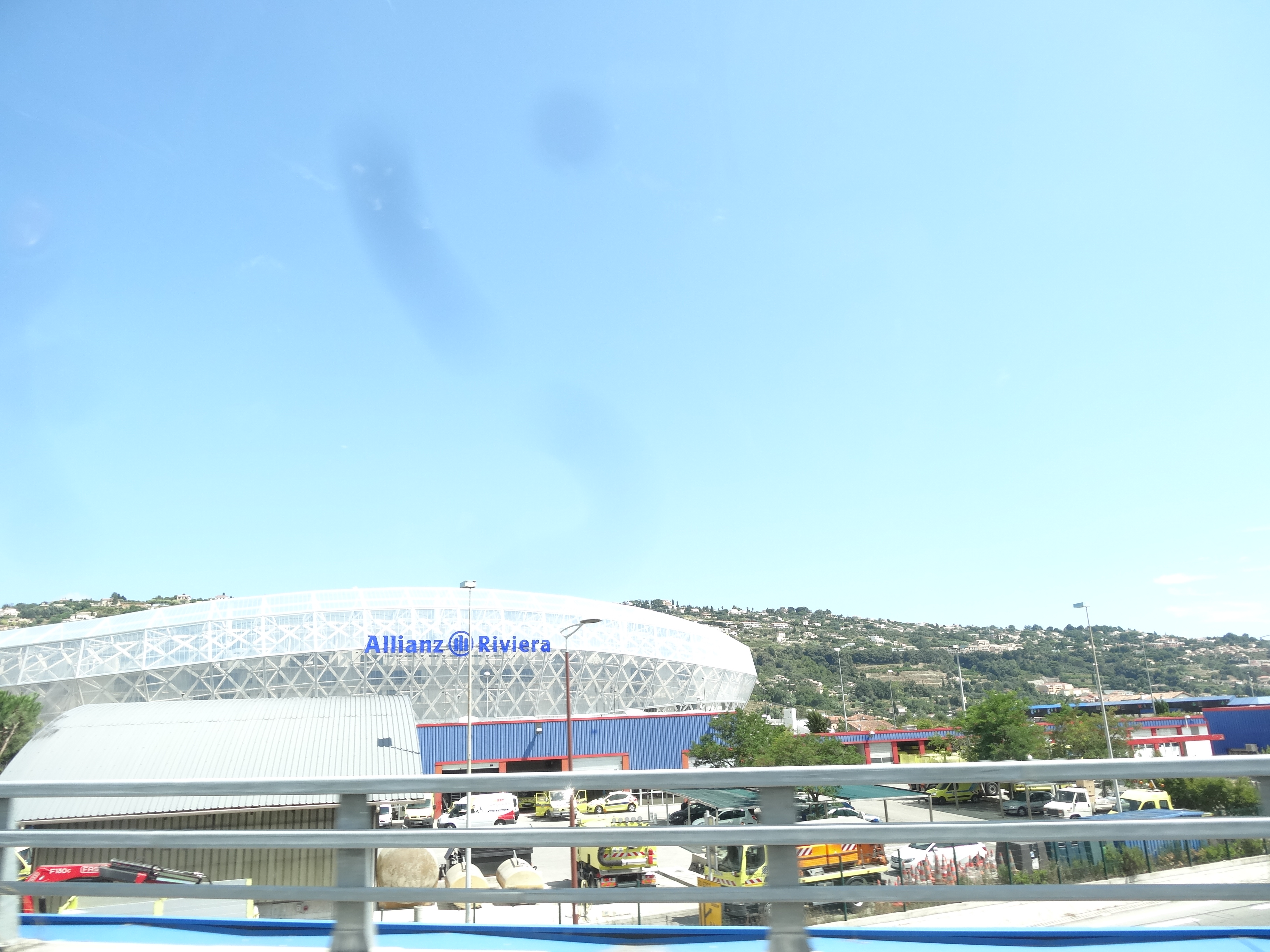
L'Allianz Riviera à Nice.

- L'Allianz Riviera à Nice.Allianz Riviera (depuis 2012) à Nice ;
- Pubeco Pévèle Arena (2013-2014) - Davo Pévèle Arena (2015-2019) - Contact Pévèle Arena (2019-2023) à Orchies ;
- Stade Matmut-Atlantique (2015-2025) à Bordeaux ;
- AccorHotels Arena (depuis 2015) à Paris ;
- Orange Vélodrome (depuis 2016) à Marseille ;
- Groupama Stadium (depuis 2017) à Lyon ;
- Matmut Stadium Gerland (depuis 2017) à Lyon ;
- Paris La Défense Arena (depuis 2018) à Nanterre ;
- Arkéa Arena (depuis 2018) à Bordeaux ;
- Decathlon Arena - Stade Pierre Mauroy (depuis 2022) à Villeneuve-d'Ascq ;
- LDLC Arena (depuis 2023) à Décines-Charpieu (métropole de Lyon)
- Adidas Arena (à partir de 2024) à Paris.

##### En Grande-Bretagne
La méthode est aussi appliquée en Grande-Bretagne : l'Emirates Stadium d'Arsenal, l'Etihad Stadium de Manchester City, le University of Bolton Stadium de Bolton.

### Compétitions
La pratique comprend une variante qui consiste à donner le nom du commanditaire à une compétition, telle que la Turkish Airlines Euroligue ou la Jeep Élite en basket-ball, l'Heineken Cup ou le Top 14 Orange en rugby, la Ligue 1 McDonald's, la Ligue 2 BKT, la Ligue des champions de la CAF Total, ou par le passé la Liga Santander et la Barclays Premier League en football, l'Open GDF Suez en tennis féminin, le Qatar Prix de l'Arc de Triomphe en course hippique, voire les NRJ Music Awards, bien que dans ce dernier cas, la cérémonie porte le nom de la radio qui l'a créée.
Mais le nom d'une épreuve sportive, ou d'un événement, n'influence pas, en principe, la toponymie, à la différence de celle des stades. Le public a du mal à abandonner le « nom historique » et les médias généralistes ou spécialisés rechignent à servir d'agents publicitaires bénévoles.
Le naming peut être caché pendant les compétitions. Durant les jeux olympiques, les sites olympiques appliquant le naming sont renommés temporairement en fonction de la géographie ou du sport pour éviter la concurrence avec les sponsors olympiques (programme Top X)[pas clair]. La coupe du monde de football est également soumise à cette règle[réf. à confirmer].

### Animaux
Le naming des chevaux de sport est devenu commun au début du XXIe siècle. En 2016, la Fédération équestre internationale a clarifié et renforcé les règles dans ce domaine, notamment en fixant les tarifs. Sont définis comme relevant du nom commercial du cheval (anglais : commercial name) les quatre cas suivants : nom de compagnie ou de marque, nom d'une écurie, nom d'un groupement de personnes ou d'une association, nom d'une personne (généralement, celui du propriétaire du cheval). La Fédération française d'équitation a également édicté des règles : le nom du sponsor ne doit pas dépasser 25 caractères et ne peut précéder le nom du cheval, dont il est distingué à l'aide d'un astérisque (*).
La pratique ne suscite que peu de questionnements d'ordre éthique. 
Parmi les chevaux ayant fait ou faisant l'objet d'un naming figurent Jappeloup (maison De Luze), le piquet de la cavalière de saut d'obstacles Malin Baryard-Johnsson (H&M),, Cadjanine Z (Citizenguard), Ryan des Hayettes (Hermès), Sam (La Biosthétique), Vleut (renommé Guccio pour la maison Gucci),, et Unic du Perchis (Révillon). Le fabricant d'armes autrichien Gaston Glock a sponsorisé les chevaux de dressage d'Edward Gal, qui portent l'affixe Glock devant leur nom. Le naming de chevaux peut avoir des implications juridiques : en 2013, un différend autour du cheval Jappeloup a impliqué son cavalier et propriétaire Pierre Durand, son éleveur Henry Delage, les producteurs du film homonyme et une maison d'édition, conduisant à différentes actions en justice en raison de l'enregistrement du nom du cheval à l'INPI par toutes ces parties.

## Critiques
Cette pratique est dénoncée ; ainsi François Loncle (député PS de l'Eure) veut « chasser les marchands du stade » : « Virtuellement un lieu appartenant à tous devient la propriété d'une seule marque. Et le plus surprenant est que cela intervient avec l'agrément, voire la sollicitation des collectivités locales. Si ce phénomène se généralise, ce seront bientôt les rues, les places, les ponts, les monuments, les écoles, les cours d'eau qui seront vendus à l'encan. (...) C'est déjà la réalité à Madrid où la ligne 2 du métro porte le nom de "Vodafone" ». Le partenariat avec la ligne de métro madrilène ne fut cependant pas renouvelé en 2016.

## Dans la culture populaire
Dans Fatal, un film français réalisé par Michaël Youn et sorti en 2010, la salle de concert du concours de chant final est nommée « Bouygues Telecom Samsung Mobile Canard WC arena ».